# آب‌انبار حاجی حسین
شمسی (اشکذر) آب انبار حاجی حسین مربوط به دوره قاجار است و در شهرستان اشکذر، بخش مرکزی، روستای شمسی واقع شده و این اثر در تاریخ ۲۴ اسفند ۱۳۸۳ با شمارهٔ ثبت ۱۱۶۴۲ به‌عنوان یکی از آثار ملی ایران به ثبت رسیده است.